# Vektorræs
Vektorræs er et spil, som spilles på et stykke ternet papir. Man begynder med at tegne en racerbane, som skal gennemkøres. Hver spiller har sin eget "køretøj", som er en vektor, der undervejs i spillet justeres, så den holder sig på banen.
Almindeligvis begynder man med en {\displaystyle {\begin{pmatrix}0\\0\end{pmatrix}}}-vektor på startlinjen, og hver runde kan man så forøge eller formindske hver af koordinaterne med 1. Vinder er den spiller, der først kommer over mållinjen.
| Spil | Spire Denne artikel om spil eller lege er en spire som bør udbygges. Du er velkommen til at hjælpe Wikipedia ved at udvide den. |